# Rasbora armitagei
Rasbora armitagei är en fiskart som beskrevs av Silva, Maduwage och Rohan Pethiyagoda 2010. Rasbora armitagei ingår i släktet Rasbora och familjen karpfiskar. Inga underarter finns listade i Catalogue of Life.